# La Chapelle-sous-Uchon
La Chapelle-sous-Uchon település Franciaországban, Saône-et-Loire megyében. Lakosainak száma 194 fő (2022. január 1.). La Chapelle-sous-Uchon Mesvres, Étang-sur-Arroux, Saint-Symphorien-de-Marmagne, La Tagnière és Uchon községekkel határos.

## Népesség
A település népességének változása:
| Lakosok száma | 181  | 179  | 185  | 188  | 193  | 192  | 191  | 191  | 194  |
|               | 2013 | 2015 | 2016 | 2017 | 2018 | 2019 | 2020 | 2021 | 2022 |